# Ricki White
Ricki White (Rialto, California; 12 de noviembre de 1985) es una actriz pornográfica estadounidense retirada.

## Biografía
White nació y creció en el Sur de California y comenzó en la industria del porno en julio de 2006. Se retiró en 2011, con algo más de 270 películas. En la actualidad reside en Santa Mónica, California. Posee ascendencia siciliana, irlandesa y nativo americana.